# Rudolf Marić
Rudolf Marić (* 13. Mai 1927 in Novi Sad; † 26. August 1990 in Belgrad) war ein Schachmeister und Schachbuchautor aus Jugoslawien.
Nachdem Rudolf Marić sein Abitur abgelegt hatte, widmete er sich ganz dem Schach. 1953 wurde er nationaler Meister, 1964 Internationaler Meister der FIDE. Er war zweimal Meister von Serbien, zehnmal nahm er an jugoslawischen Meisterschaften teil. 1962 siegte er in Nikšić, 1967 in Monte Carlo (Masters B). Im starken Turnier von Vinkovci 1970 erhielt er den Schönheitspreis für seinen Sieg über Petrosjan. Bis 1988 arbeitete er als Bundestrainer von Jugoslawien. Rudolf Marić starb 1990 nach einem Herzinfarkt. Kurz nach seinem Tod wurde er 1990 postum zum Ehren-Großmeister ernannt.
Zwischendurch befasste er sich auch mit Studien.
Er verfasste mehrere Bücher, so etwa
- Schachminiaturen
- Lehrbuch des werdenden Grossmeisters
- Von Aljechin bis Spassky (mit Gligorić)
- Yugoslav Chess Triumphs (mit Trifunović)
- Durch die Schachwelt (mit Ivkov)

Auch arbeitete er mit an den Schachzeitschriften
- New Chess Player
- Šahovski glasnik
- Mat

Marićs letzte Elo-Zahl betrug 2345, seine höchste Elo-Zahl von 2465 erreichte er im Januar 1975. Vor Einführung der Elo-Zahlen erreichte Marić im Februar 1971 seine höchste historische Elo-Zahl von 2584.